# Confessions d'un tueur
Pour plus de détails, voir Fiche technique et Distribution.
Confessions d'un tueur (Showdown at Boothill) est un film américain de Gene Fowler Jr., sorti en 1958.

## Synopsis
Le Marshall Luke Welsh (Charles Bronson), traque et abat un hors-la-loi nommé Maynor. Il le ramène dans sa ville natale afin de toucher la prime mais les habitants se refusent à identifier le corps.

## Fiche technique
- Titre : Confessions d'un tueur
- Titre original : Showdown at Boothill
- Réalisation : Gene Fowler Jr.
- Scénario : Louis Vittes
- Production : Harold E. Knox
- Société de production : 20th Century Fox
- Musique : Albert Harris
- Photographie : John M. Nicolaus
- Montage : Frank Sullivan
- Pays de production : États-Unis
- Langue : anglais
- Format : Noir et blanc - Son : Mono (RCA Sound Recording)
- Genre : Western
- Durée : 71 minutes
- Date de sortie : États-Unis : 1er mai 1958

## Distribution
- Charles Bronson : Luke Welsh
- Robert Hutton : Sloane
- John Carradine : Doc Weber
- Carol Mathews : Jill
- Fintan Meyler : Sally
- Paul Maxey : le Juge
- Thomas B. Henry : Con Maynor